# Línguas iboides
Iboide é um ramo da família linguística Níger-Volta. Ele inclui Ekpeye e as línguas Ibos (Ibo própria, Ikwerre, Ika, Izi-Ezaa-Ikwo-Mgbo, Ogba, e Ukwuani-Aboh-Ndoni, faladas principalmente no sul da Nigéria.

## Nomes e localizações
Abaixo está uma lista de nomes de idiomas, populações e locais de Blench (2019).